# La Joya, Zinacantepec
La Joya är en ort i Mexiko.   Den ligger i kommunen Zinacantepec och delstaten Mexiko, i den sydöstra delen av landet, 70 km väster om huvudstaden Mexico City. La Joya ligger 2 795 meter över havet och antalet invånare är 3 800.
Terrängen runt La Joya är kuperad åt sydväst, men åt nordost är den platt. Runt La Joya är det tätbefolkat, med 493 invånare per kvadratkilometer. Närmaste större samhälle är Toluca, 11,1 km öster om La Joya. Trakten runt La Joya består till största delen av jordbruksmark.